# الجبهة الجمهورية (الحرب الأهلية الإسبانية)
الجبهة الجمهورية (بالإسبانية: Bando republicano)‏ والمعروفة أيضاً باسم الجمهوريون هي مجموعة من الفصائل والأحزاب التي دافعت عن شرعية الجمهورية الإسبانية الثانية خلال الحرب الأهلية الإسبانية 1936-1939 ضد القوميين. ويطلق على الجبهة الجمهورية ألقاب أخرى مثل الجبهة الحكومية والجبهة الموالية، ويزدريها المتمردون عليها بلقب الجبهة الحمراء في إشارة إلى أيديولوجيتها ذات الميول اليسارية، بما في ذلك الجماعات الشيوعية والفوضوية اليسارية المتطرفة، وكذلك الدعم الذي تلقته من الاتحاد السوفيتي والمكسيك.
أما الدعم الداخلي فقد تلقت الجمهورية دعمها من الديمقراطيين الدستوريين في المجتمع الإسباني (بمن فيهم المسؤولين الموالين للجمهورية) والتقدميين والقوميين الموجودين فيها والاشتراكيين والشيوعيين والثوريين الأناركيين. كان هذا أساسًا دعمًا حضريًا وعلمانيًا، على الرغم من أنه أيضًا ريفي في مناطق مثل كاتالونيا وفالنسيا وإقليم الباسك وأستورياس والأندلس؛ على الرغم من أن العديد من رجال الدين القوميين في إقليم الباسك ونافارا كانوا موالين للجمهورية، وذلك بسبب الحكم الذاتي الذي مُنح لهذه المنطقة.
على عكس ما كان يؤمن به المتمردين أنصار نظام قومي شمولي جديد سمي لاحقا بالفرانكوية، فإن الجبهة الجمهورية بفصائلها سعت إلى أهداف مختلفة، مثل المحافظة على نظام ديمقراطي برلماني متعدد الأحزاب حتى قام الشيوعيين والاشتراكيين بتأسيس دولة اشتراكية - وهم أيضا انقسموا إلى عدة اتجاهات، مثل التروتسكية والستالينية - أو ثورة اجتماعية تحررية من قبل الأناركيين، لذلك كانت هناك إيديولوجيات سياسية مختلفة على الجانب الجمهوري، إلا أنهم اتحدوا لمحاربة المتمردين.
نظرًا لحصوله على دعم الاتحاد السوفيتي وكذلك لحزب الشيوعي، فقد أطلق المتمردون على جميع فصائل الجبهة الجمهوري احتقارا لقب الأحمر (بالإسبانية: rojo)‏ تمامًا كما كان الجانب المتمرّد بأكمله فاشيًا.

## الهيكلة العسكرية

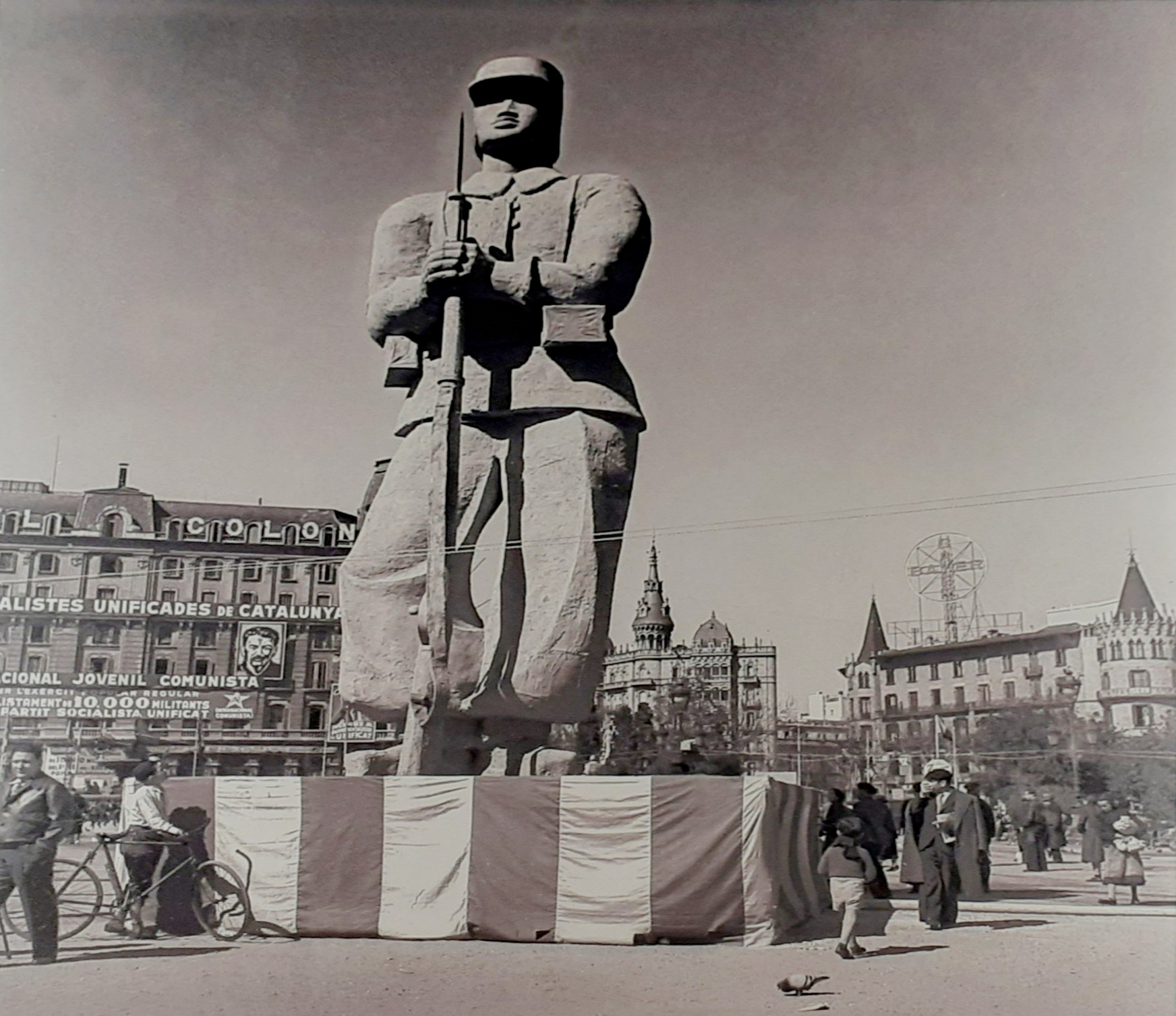
تمثال نُصب عام 1937 في ساحة كاتالونيا لتكريم الجيش الشعبي، يجسد مليشياويًا بأسلوب فني مميز يعكس المقاومة.

### الجيش الجمهوري الإسباني
الجيش الجمهوري الإسباني (EPR) ويُطلق عليه أحيانًا اسم الجيش الجمهوري أو الجيش الشعبي، هو الاسم الذي تبنته القوات المسلحة البرية للجمهورية الإسبانية الثانية بعد إعادة التنظيم التي قامت بها سلطاتها وحل الميليشيات التطوعية التي ظهرت في الأشهر الأولى من الحرب الأهلية الإسبانية.
وفي أكتوبر 1936 شرعت حكومة الجمهورية في إعادة تنظيم قواتها المسلحة على أساس الوحدات العسكرية والكوادر التي ظلت موالية لها، مع دمج الميليشيات في وحدات نظامية للجيش الجديد. أدى الانقلاب العسكري في 17 و 18 يوليو 1936 إلى تحلل الهيكل التنظيمي للجيش الإسباني، والذي كان مجزئًا اعتمادًا على الولاءات التي نشأت في كل وحدة لصالح الانتفاضة أو الإخلاص للتشريع الحالي. كان فشل الانتفاضة وانهيار السلطة وغياب الاتفاق في المفاوضات القصيرة من العوامل التي ساعدت على انجراف الصراع نحو الحرب المفتوحة. أُجبرت البحرية الجمهورية على العمل في مالقة وقرطاجنة دون أن تكون قادرة على التزود بالوقود في جبل طارق أو طنجة أو منع الجسر الجوي الذي سمح بنقل الوحدات المتمردة لجيش إفريقيا إلى شبه الجزيرة.

### المليشيات الكونفدرالية
الميليشيات الكونفدرالية هي ميليشيا شعبية شكلتها منظمات الحركة التحررية في إسبانيا CNT-FAI و FIJL خلال حربها الأهلية من 1936-1939. ولعبت تلك الميليشيات دورًا مهمًا في الثورة الإسبانية سنة 1936. وكان تشكيلها من طوابير، واحتوت على متطوعين كانوا مستعدين لمحاربة الانقلابيين، رغم أنهم لم يتلقوا تدريبات عسكرية قوية ولم يتمكنوا من مقاومة الجنود المحترفين طويلا.

### جيش الباسك
سعت حكومة إقليم الباسك إلى الحفاظ على استقلاليتها على الصعيدين السياسي والعسكري في بداية الحرب. على الرغم من أنه كان من الممكن أن ينضم الحزب القومي الباسكي إلى المتمرّدين، إلا أنها قررت أن تظل وفية للجمهورية لذلك قررت تشكيل جيشها الخاص لمحاربة المتمردين. نظرًا لتضاريس بلاد الباسك، فقد تقرر إنشاء حرب عصابات تتكون من كتائب تتكون في الغالب من القوميون الباسك، والتي كانت نواة جيش الباسك (بالباسكية: Eusko Gudarostea). وعُرف جنودها يعرفون باسم gudaris، وهو مصطلح استمر حتى بعد حله وانضمامه إلى الجيش الجمهوري الإسباني. تمكن جيش الباسك من تجنيب انتفاضة عسكرية جزئية في مقاطعة غيبوثكوا وبيسكاي.

## الدعم الخارجي
على الرغم من أنه بالكاد تلقى دعمًا خارجيًا من قوات الحلفاء في الحرب العالمية الثانية بسبب اللجنة الدولية لعدم التدخل، إلا أن دعم الاتحاد السوفيتي برز بقوة إلى جانب المكسيك وفرنسا وبولندا في بداية الحرب؛ حيث ساهموا بكميات كبيرة من العتاد العسكري والمستشارين، كما كان دعم الألوية الدولية معروفًا جدا.

### الاتحاد السوفيتي
كان الاتحاد السوفيتي الداعم الرئيسي للجمهورية الإسبانية الثانية، حيث ساهم بالدبابات والسيارات المدرعة (خاصة تي-26 وBA-6 وبي تي-5)، ومئات الطائرات وعدة مئات الآلاف من البنادق والمسدسات ومضادات الطيران والمدفعية الأرضية، بالإضافة إلى إرسال كميات هائلة من الذخيرة وعدة مئات من الطيارين والدبابات والبحارة السوفييت المحترفين. في المجموع زود الاتحاد السوفياتي إسبانيا بـ 806 طائرة و 362 دبابة و 1555 قطعة مدفعية، متجاهلا الحظر الذي فرضته عصبة الأمم وباع أسلحة للجمهورية حيث أن القليل من الدول الأخرى قد فعلت ذلك؛ وبالتالي كان هو المصدر الوحيد المهم للجمهورية من الأسلحة الرئيسية. وقد وقع جوزيف ستالين اتفاقية عدم التدخل لكنه قرر كسر الاتفاقية. ولكنه وعلى عكس هتلر وموسوليني اللذين انتهكا الاتفاقية علانية، حاول ستالين القيام بذلك سرا. أنشأ القسم العاشر من جيش الاتحاد السوفيتي لقيادة العملية، وصاغ العملية X. ومع ذلك بينما تم إنشاء فرع جديد للجيش خاص لإسبانيا، كانت معظم الأسلحة والمدفعية المرسلة إلى إسبانيا قديمة الطرز. فأرسل ستالين الأسلحة التي استولى عليها في النزاعات الماضية. ومع ذلك فقد تم تزودت إسبانيا بأسلحة حديثة مثل دبابات بي تي-5 وطائرات مقاتلة I-16.
ضاعت العديد من الشحنات السوفيتية، أو كانت أصغر مما طلب ستالين. فكان ذلك فقدان العديد من الأسلحة في عملية التسليم. بالإضافة إلى بطئ رحلات سفن الإمداد للجمهوريين. فقد أمر ستالين البناة بتضمين أسطح زائفة في تصميم السفن. فعندما تغادر السفن الموانئ، فإنها تغير علمها وألوان بعض الأجزاء من السفينة لتجنب الاستيلاء القوميين عليها. ومع ذلك ففي سنة 1938 سحب ستالين قواته ودباباته مع تعثر سياسة حكومة الجمهورية. وعلق المؤرخ هيو توماس «لو كانوا قادرين على شراء ونقل أسلحة جيدة من المصانع الأمريكية والبريطانية والفرنسية، لربما حاول الأعضاء الاشتراكيون والجمهوريون في الحكومة الإسبانية الانفصال عن ستالين».
دفعت الجمهورية ثمن الأسلحة السوفيتية باحتياطي الذهب لبنك إسبانيا، في قضية أصبحت متكررة للدعاية الفرانكوية بعد ذلك (انظر ذهب موسكو). كانت كلفة الأسلحة السوفيتية أكثر من 500 مليون دولار أمريكي (بأسعار 1936)؛ 72٪ من احتياطي الذهب في إسبانيا، رابع أكبر احتياطي في العالم. وتم نقل نسبة 27٪ المتبقية، أو 176 طنًا إلى فرنسا.
كما أرسل الاتحاد السوفيتي عددًا من المستشارين العسكريين إلى إسبانيا (2000 - 3000). بينما لم يصل عدد القوات السوفيتية إلى أكثر من 500 رجل في المرة الواحدة، وغالبًا ما كان المتطوعون السوفييت يشغلون الدبابات والطائرات الجمهورية السوفيتية الصنع في بداية الحرب. بالإضافة إلى ذلك وجه الاتحاد السوفيتي الأحزاب الشيوعية في جميع أنحاء العالم لتنظيم وتجنيد الألوية الدولية. والنشاط المهم الآخر للسوفييت هو انتشار NKVD على طول الحرس الجمهوري الخلفي. فقامت شخصيات شيوعية مثل فيتوريو فيدالي («كوماندانتي كونتريراس») ويوسف غريغوليفيتش وألكسندر أورلوف قادوا العمليات اغتيال غير سرية، مثل اغتيال أندرو نين وخوسيه روبلس.

### المكسيك

الولايات المتحدة المكسيكية

حافظت المكسيك على علاقات جيدة مع الجمهورية الإسبانية منذ بداية الصراع، ولهذا السبب أكد الرئيس لازارو كارديناس أنه متضامن بالكامل مع الحكومة الاشتراكية الإسبانية في مواجهة عدم ولاء الجيش، ووصف الحرب على أنها مشابهة لالثورة المكسيكية. بالإضافة إلى أن تضامن العمال مع إسبانيا كان فوريًا. عمال ونقابات تبرعوا للسفير الاسباني. ولم توقع حكومة كارديناس على عكس البلدان الأخرى على اللجنة الدولية لعدم التدخل وبالتالي كانت الدولة الوحيدة التي قدمت المساعدة رسميًا في الحرب الأهلية الإسبانية. فأرسل إلى إسبانيا حوالي 28 مليون طلقة ذخيرة و 28000 بندقية و 70 مدافع مضادة للطائرات وحوالي 55 طائرة (فرنسية بشكل أساسي) وإمدادات غذائية، وبعد الحرب الأهلية منح اللجوء لآلاف المحاربين القدامى المنفيين والمثقفين من الجانب الجمهوري. فأعطى موقف المكسيك ارتياح أخلاقي هائل للجمهورية، بسبب التعاطف الصريح لحكومات أمريكا اللاتينية الكبرى - حكومات الأرجنتين والبرازيل وشيلي وبيرو - نحو القوميين. لكن المساعدة المكسيكية قد تعني القليل نسبيًا من الناحية العملية إذ أغلقت الحدود الفرنسية وبقيت ألمانيا النازية وإيطاليا الفاشية حرتين في تزويد القوميين بنوعية وكمية من الأسلحة تفوق بكثير قوة المكسيك.
قدمت المكسيك 2,000,000 دولار كمساعدة وقدمت بعض المساعدة المادية، والتي تضمنت عددًا صغيرًا من الطائرات الأمريكية الصنع مثل بيلانكا سي إتش-300 و Spartan Zeus التي خدمت سابقًا في القوات الجوية المكسيكية. ولم تصل كل تلك الطائرات إلى الجمهوريين.

## دعم متردد

### فرنسا

الجمهورية الفرنسية

اتسم موقف الحكومة الفرنسية تجاه الجمهورية الإسبانية بالتردد والتناقض. فلم ترسل أي دعم مباشر للجمهوريين الأسبان، وعند انهيارها انقلبت ضدهم واعترفت بالدولة الفرانكوية. وقد عارض الرئيس ألبرت لوبران المساعدة المباشرة، إلا أن حكومة رئيس الوزراء ليون بلوم اليسارية كانت متعاطفة معها. وقد فكر بلوم في إرسال مساعدات عسكرية وتكنولوجية إلى الجمهوريين ومنها الطائرات والاستفادة من البحرية الفرنسية في منع جيش المتمردين بقيادة فرانكو من العبور من المغرب الإسباني إلى إسبانيا. وعند اندلاع الحرب الأهلية ناقشت الحكومة الجمهورية الإسبانية وحكومة فرنسا في رسائل دبلوماسية إمكانية نقل الطائرات الفرنسية إلى القوات الجمهورية الإسبانية.
خشيت حكومة بلوم من أن نجاح القوات فرانكو في إسبانيا سيؤدي إلى إنشاء دولة حليفة لألمانيا النازية وإيطاليا الفاشية يسمح للقوات الألمانية والإيطالية بالتمركز في جزر الكناري والبليار. وعندما علم السياسيون اليمينيون عن نية الحكومة الفرنسية إرسال دعم عسكري للجمهوريين الإسبان في الحرب، عارضوا ذلك من خلال حملة شرسة ضد حكومة بلوم في دعمها المزعوم للجمهوريين. وفي 27 يوليو 1936 ناقش المسؤولون البريطانيون مع رئيس الوزراء بلوم موقفهم من الحرب وأقنعوه بعدم إرسال أسلحة إلى الجمهوريين. لذلك أعلنت الحكومة الفرنسية في 27 يوليو أنها لن ترسل مساعدات أو تكنولوجيا أو قوات عسكرية. لكنها أوضحت أنها تحتفظ بالحق في تقديم المساعدة إذا رغبت، وأشار بلوم إلى دعمه للجمهورية قائلاً:
في 1 أغسطس 1936 واجه بلوم حشد مؤيد للجمهوريين قوامه 20 ألف شخص طالبوا بإرسال طائرات إلى الجمهوريين الإسبان، وفي نفس الوقت هاجمه سياسيون يمينيون لدعمه الجمهورية ومسؤوليته عن استفزاز التدخل الإيطالي الفاشي إلى جانب فرانكو.
وقد أبلغت ألمانيا النازية السفير الفرنسي في برلين أن ألمانيا ستحمّل فرنسا المسؤولية إذا دعمت ما وصفته بمناورات موسكو من خلال دعمها الجمهوريين الإسبان. وفي 21 أغسطس 1936 وقعت فرنسا والمملكة المتحدة وإيطاليا (تحت ضغط من كل من فرنسا والمملكة المتحدة) على مقترحات عدم التدخل بالحرب الأهلية الإسبانية. ومع ذلك قدمت حكومة بلوم مساعدة عسكرية للجمهوريين الأسبان من خلال وسائل سرية من خلال تزويد القوات الجوية للجمهورية الإسبانية بطائرات Potez 54 و Dewoitine و Loire 46 القديمة من أغسطس إلى ديسمبر 1936. مع نزع أسلحتها في كثير من الأحيان، ونادرًا ما كانت تلك الطائرات غير المجدية والضعيفة تنجو من مهامها الجوية خلال ثلاثة أشهر. وحتى 8 سبتمبر 1936 كانت بإمكان تلك الطائرات أن تمر بحرية من فرنسا إلى إسبانيا إذا تم شراؤها من بلدان أخرى.
على الرغم من انتهاء دعم فرنسا الفاتر وغير الفعال للجمهوريين في ديسمبر 1936، إلا أن المخابرات الألمانية أبلغت فرانكو وفصيله أن الجيش الفرنسي انخرط في مناقشات مفتوحة حول التدخل في الحرب. وزعم في سنة 1938 أن فرانكو كان يخشى التدخل الفرنسي الفوري في كاتالونيا وجزر البليار والمغرب الإسباني في حال انتصاره في الحرب.
قرب نهاية الحرب الأهلية أُجليت معظم سفن الجمهورية الإسبانية البحرية إلى بنزرت في محمية تونس الفرنسية حيث احتجزت السلطات الفرنسية الأسطول، ثم سلمته لاحقًا إلى جيش فرانكو. باستثناء عدد من أفراد الطاقم الذين كلفوا بحراسة سفنهم، فإن البحارة الجمهوريين الإسبان وضباطهم قد اعتقلوا ونقلوا إلى معسكر اعتقال في مهيري زابينز. واعتقلت السلطات الفرنسية الفارين من منتسبي الفروع الأخرى لقوات الجمهورية الإسبانية المسلحة وأرسلتهم إلى معسكرات تجميع في جنوب فرنسا، مثل معسكر دي أرغيليس سور مير الذي ضم في وقت واحد حوالي 100,000 من الجمهوريين الإسبان الفارين. من هناك تمكن البعض من الذهاب إلى المنفى أو الانضمام إلى جيوش الحلفاء للقتال ضد قوى المحور، وانتهى الأمر ببعضهم في معسكرات الاعتقال النازية.